# МУ-2 (артиллерийская установка)
МУ-2 — советская 152-мм артиллерийская палубная и береговая установка времён Великой Отечественной войны.

## Проектирование
В марте 1939 года в АНИМИ было разработано техзадание на проектирование одноорудиной открытой артиллерийской установки с 152-мм/57-мм орудием Б-38 в качестве качающейся части на станке штыревого типа с коробчатым щитом. 21.09.1939 нарком вооружённых сил приказом № 254сс поручил проектные работы Артиллерийскому особому техническому бюро (АОТБ) НКВД СССР. В марте 1940 года Артиллерийское управление Наркомата ВМФ заключило с АОТБ договор на разработку технического проекта, после чего заводу «Большевик» была заказана партия из 20 установок.

## ТТХ
- Калибр: 152 мм
- Масса в боевом положении: 50940  кг
- Длина ствола: 8950 мм
- Длина нарезной части: 6980 мм
- Скорострельность: 6-8 выст./мин
- Наибольшая дальность стрельбы: 29280 м
- Углы наведения:
  - по горизонтали: 190°
  - по вертикали – 2° — +40°
- Скорость наведения:
  - по вертикали: 8,8 град/с
  - по горизонтали: 7,9 град/с.
- Расчет: 20 человек